# 威肯堡 (亚利桑那州)
威肯堡（英語：Wickenburg）是美国亚利桑那州马里科帕县下属的一座城鎮。面积约为18.77平方英里（约合48.6平方公里）。根据2010年美国人口普查，该鎮有人口6,363人，人口密度为339.1/平方英里。